# حساء البيض
حساء البيض و تعني حرفيًا «حساء زهرة البيض» هو حساء صيني عبارة عن بيض مخفوق في مرق الدجاج المسلوق. يضاف إليه التوابل مثل الفلفل الأسود أو الفلفل الأبيض بالإضافة إلى البصل الأخضر المفروم. وعادةً ما يضاف البيض المخفوق إلى المرق المغلي في الخطوة الأخيرة من الطهي مما يجعله على شكل رقائق. يتم طهو حساء البيض بوصفات مختلفة ومن المعروف أنه حساء سهل التحضير في اليابان والدول الأوروبية.

## المطبخ الصيني الأمريكي
يعد حساء البيض في الولايات المتحدة من أهم أنواع الحساء الرئيسية المقدمة في المطبخ الأمريكي والصيني .وأيضا يسمى الحساء بحساء زهره البيض .يستخدم نشا الذرة لجعل القوام أكثر تماسكًا .

## المطبخ الصيني
يكون قوام حساء البيض في الصين أقل تماسكاً مما يعد في الغرب. يتم إضافة التوابل بحسب المنطقة. يتم تزيينه بالتوفوا والبصل الأخضر والفاصوليا المبرعمة والذرة.

## المطبخ الياباني
تزين الأطباق اليابانية بالبيض المخفوق والشعيرية الثخينة والحنطة السوداء. كما انهم يضيفون صفار البيض.

## المطبخ الأوروبي
يعد حساء استراكتيلا stracciatellaمشابه لحساء البيض حيث يستخدم فيه البيض وجبنة البارميزان، هو بديل معروف لحساء البيض. وفي فرنسا يعد حساء الثوم لي تورن le tourin مشابه لحساء البيض حيث يتم اعداده باستخدام بياض البيض الذي يضاف إلى الحساء بنفس طريقه إعداد حساء البيض. أما في إسبانيا يعد حساء دو آجوsopa de ajo التقليدي ويعني حرفيًا «حساء الثوم» و التي يضاف |إليها البيض بنفس طريقة اضافته في حساء البيض. و في أستراليا حساء البيض عبارة عن وصفة بسيطة وتقليدية، وعادة تحضر للأطفال الصغار والمرضى يخلط البيض المخفوق مع الدقيق ثم يسكب لحساء مغلي لصنع فطائر البيض الصغيرة، وتضاف التوابل على حسب الرغبة.
في روسيا، فعادة يغلى السميد في مرق الدجاج قبل أن يخفق البيض، ويضاف إليه بعض التوابل مثل البصل الأخضر المفروم والفلفل الأسود. عجينة فطائر البيض البسيطة تشبه إلى حد كبير عجينة ( لازي فرنكي) أو(هلاشكي) الأوكراني وهي الأكثر انتشاراً في المناطق الجنوبية.